# IPS In-Plane Switching
IPS (In-Plane Switching) é uma tecnologia de cristal líquido TFT adotada em TVs e monitores de LCD. O segmento de telas de LCD ganhou um reforço com o anúncio da aliança entre a Hitachi e a Matsushita Electric Industrial. As empresas anunciaram que trabalharão em conjunto para fortalecer e fomentar o mercado de telas de cristal líquido e de tecnologias relacionadas.

## Origem
Essa tecnologia foi desenvolvida pela empresa Hitachi em 1996, tendo como principal objetivo melhorar a reprodução de cores e o ângulo de visão. A aliança entre Hitachi, Matsushita e Electric Industrial visou acelerar o desenvolvimento de tecnologias de última geração em telas e expandir o raio de aplicação dessas tecnologias. A empresa detém uma linha de sofisticadas tecnologias de cristal líquido, entre as quais a IPS (In-Plane Switching).

## Funcionamento
O funcionamento do IPS é aplicado a cristais líquidos, que são alinhados na horizontal, ao contrário de modelos convencionais, que são alinhados na vertical.
As moléculas de cristal líquido do painel IPS giram em plano horizontal, sem depender do alinhamento perpendicular das moléculas de cristal na tela de LCD.

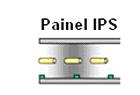

## Características
O painel IPS proporciona recursos para a definição da imagem em LCD, fazendo com que o sistema ofereça suporte de 200 Hz até 240 Hz de taxa de atualização, que indica o número de vezes por segundo que a imagem é renovada na tela. Com isso, a LCD alcança um rápido tempo de resposta para transmitir grandes quantidades de informação em alta velocidade, sem que haja perda de dados na formação da imagem.
Algumas características do painel IPS incluem:
- MPRT: tempo de resposta em imagens em movimento.
- MPCS: mudança de cor em imagem em movimento.
- Touch screen: adequado para displays interativos, mantendo a estabilidade da imagem mesmo com o toque na tela.
- Imagem estável ao toque: evita o chamado “efeito fantasma”, embaçamento ou alteração de cores, comuns em outras tecnologias devido à persistência da imagem (afterimage).
- Ângulo de visão amplo: imagem nítida e sem alteração de cores em qualquer ângulo (até 178°), com cores consistentes e mínima refração.
- Produto ecológico: menor consumo de energia em comparação a outras tecnologias LCD, com os seguintes diferenciais:
  - Transistores mais eficientes
Utiliza transistores que demandam menor quantidade para gerar a mesma energia, reduzindo o consumo.
  - Backlight inteligente
Ajusta automaticamente a intensidade da luz de fundo conforme a cena exibida (por exemplo, cenas escuras em filmes reduzem a intensidade de iluminação).

## Tamanhos disponíveis
A tecnologia do painel IPS também está disponível em dois tamanhos comuns para TVs LCD:
- 42 polegadas
- 47 polegadas

Esses tamanhos se destacam em comparação a dispositivos menores, como notebooks de 12,5" ou DVDs portáteis de 8,5".

## Fabricantes
Atualmente, os painéis IPS em geral (IPS, S-IPS) são fabricados pela LG/Philips e utilizados em suas próprias TVs. A LG Display, atualmente, é um dos maiores fabricantes da tecnologia IPS (In-Plane Switching). As fabricantes de eletrônicos investem milhões de dólares em pesquisa e desenvolvimento de novos produtos e de novas formas de utilização.
Os painéis IPS-Alpha são fabricados pela Panasonic e pela Matsushita, e são utilizados nos modelos mais recentes, como o LX80.